# Троянский язык
Троянский язык — язык, на котором говорили жители гомеровской Трои (археологически — Троя VII), возможно, идентичный языку более ранних периодов существования города. Хотя все герои Илиады Гомера говорят на греческом языке, упоминаемая в поэме пёстрая этническая картина Троады заставляет исследователей предположить, что язык, преобладавший в позднем бронзовом веке среди населения Трои, не был греческим.

## Греческий эпос
Троянцы — герои Илиады не испытывают затруднений, общаясь со своими противниками — ахейцами (данайцами). Это, однако, могло быть литературным приёмом, к которому прибег поэт, учитывая аналогичные примеры в античной мифологии и литературе: так, Ясон также не испытывает затруднений, общаясь с Медеей в Колхиде, а троянец Эней без труда общается как с карфагенянкой Дидоной, так и с италиком Турном.
В греческих легендах приводятся дополнительные сведения о том, каким мог быть троянский язык. В частности, когда в конце 2-й книги «Илиады» перечисляется боевой порядок троянцев (en:Trojan Battle Order), то указывается, что их войска состояли из разных народов, поэтому приказы переводились на местные языки командирами подразделений. В другом месте поэмы (4.433-38) троянцев сравнивают с овцами и ягнятами, блеющими в поле, когда они говорят на своих разных языках. Это подразумевает, что с греческой точки зрения, языки троянцев и их союзников не были однородными, в отличие от ахейцев.
Хилари Мэки отметила, что в «Илиаде» имеется существенная стилистическая разница в передаче речи греков и троянцев: в то время как троянцы изъясняются напыщенным поэтическим стилем, в основном с целью избежать конфликта, греки говорят грубо и прямолинейно, нередко прямо оскорбляя (Mackie 1998:83).

## Лувийская теория
Личные имена троянцев, упомянутых в Илиаде, являются большей частью негреческими. Среди 16 родственников Приама как минимум 9 (в том числе такие, как Анхиз и Эней) — не греческие, а относятся к «догреческой Малой Азии». На этом основании Калверт Уоткинс в 1986 г. предположил, что троянцы могли говорить на лувийском или близком к нему языке. Например, он объясняет имя Приам как лувийское Pariya-muwa, «исключительно смелый».
Кроме того, в договоре Алаксандуса упоминаются Мира, Хабалла, Сеха и Вилуса (обычно отождествляется с Илионом, то есть Троей) как земли Арцавы, хотя «это не имеет исторических или политических оснований», что заставляет предположить некую общность между ними — возможно, общий язык. Франк Штарке из Тюбингенского университета приходит к выводу, что «растёт уверенность в том, что Вилуса/Троя относилась к более крупной лувийско-язычной общности». Йоахим Латач также рассматривал лувийский как официальный язык гомеровской Трои, хотя и считал весьма вероятным, что разговорным мог быть иной язык. Илья Якубович представил критический анализ аргументов Уоткинса и Штарке в своей диссертации, защищённой в Чикагском университете, и пришёл к выводу, что этничность троянцев остаётся полностью неизвестной.
Культурный контекст, в котором существовал гипотетический троянский язык, описал Яан Пухвел в труде «Гомер и хетты».

## Этрусская теория
Этруски часто упоминаются в античной литературе в связи с регионом Троады, а название одного из «народов моря» TRS различными исследователями интерпретируется то как «троянцы», то как «тирсены» (этруски). Индоевропеист Роберт Бекес локализует прародину этрусков в регионе, близком к Троаде, а хеттолог Алвин Клукхорст полагает, что эти две гипотезы не противоречат друг другу, и троянцы говорили на этрусском или праэтрусском языке. Имя Капис, распространённое среди выходцев из Трои, сопоставляют с этрусским capys (орёл или сокол).

## «Троянское письмо»
В 1995 г. в окрестностях Трои была найдена печать на лувийском языке, датируемая около 1275 г. до н. э. Печать, предположительно, является не местной, а импортированной из позднего хеттского царства.
Несколько табличек со знаками, напоминающими минойское линейное письмо A, скорее всего, также являются импортированными, поскольку отсутствуют следы какого-либо присутствия минойцев в Трое. Н. Н. Казанский выдвинул гипотезу, что данные знаки представляют собой оригинальное «троянское письмо», однако другие лингвисты её не поддержали.
Ввиду очевидно неместного происхождения данных объектов до настоящего времени предполагается, что троянский язык был бесписьменным. Единственными известными знаками очевидно местного происхождения являются метки гончаров на керамике.